# Rozszerzenie Katětova
Rozszerzenie Katětova – dla danej przestrzeni Hausdorffa {\displaystyle X,} przestrzeń H-domknięta {\displaystyle \tau X} o tej własności, że {\displaystyle X} jest homeomorficzne z jej gęstym podzbiorem. Konstrukcja przedstawiona po raz pierwszy przez Miroslava Katětova w pracy z roku 1940.

## Konstrukcja
Niech {\displaystyle (X,\sigma )} będzie przestrzenią Hausdorffa oraz {\displaystyle T(X)} będzie rodziną tych ultrafiltrów w {\displaystyle \sigma ,} które nie są zbieżne do żadnego punktu przestrzeni {\displaystyle X.} W zbiorze
{\displaystyle \tau X=X\cup T(X)}
można wprowadzić topologię przyjmując za bazę otoczeń punktu {\displaystyle {\mathcal {F}}\in T(X)} zbiory postaci {\displaystyle U\cup \{{\mathcal {F}}\},} gdzie {\displaystyle U\in {\mathcal {F}}} (za bazę otoczeń punktu {\displaystyle x\in X} przyjmuje się bazę otoczeń w sensie wyjściowej topologii {\displaystyle X}). Przestrzeń {\displaystyle \tau X} nazywa się rozszerzenie Katětova przestrzeni {\displaystyle X.}

## Własności
- {\displaystyle X} jest gęstą podprzestrzenią otwartą {\displaystyle \tau X} oraz przestrzeń {\displaystyle \tau X\setminus X} jest dyskretna.
- {\displaystyle \tau X} jest przestrzenią H-domkniętą oraz dla każdego przekształcenia ciągłego {\displaystyle f\colon X\to Y} o gęstym obrazie, gdzie {\displaystyle Y} jest przestrzenią Hausdorffa, istnieje takie {\displaystyle Z\subseteq \tau X,} że {\displaystyle X\subseteq Z} oraz taka funkcja ciągła {\displaystyle F\colon Z\to Y,} że {\displaystyle F\upharpoonright X=f} oraz {\displaystyle F[Z]=Y} (własność ta wyznacza przestrzeń {\displaystyle \tau X} z dokładnością do homeomorfizmu).